# Gmina Raszków
Die Gmina Raszków ist eine Stadt-und-Land-Gemeinde im Powiat Ostrowski der Woiwodschaft Großpolen in Polen. Ihr Sitz ist die gleichnamige Stadt (deutsch Raschkow, 1939–1945 Raschkau) mit etwa 2100 Einwohnern.

## Gliederung
Zur Stadt-und-Land-Gemeinde gehören neben der Stadt Raszków weitere 23 Dörfer (deutsche Namen bis 1945) mit einem Schulzenamt:
| - Bieganin (Bieganin, 1939–1945 Eilenfeld) - Bugaj (Bugaj, 1939–1945 Steinfeld) - Drogosław (Drogoslaw, 1939–1945 Treuwalde) - Głogowa - Grudzielec (Grudzielec, 1939–1945 Gruden) - Grudzielec Nowy - Janków Zaleśny (Jankow Zalesny, 1939–1945 Hanswalde) - Jaskółki (Jaskolki, 1939 Jaskulki, 1939–1945 Schwalbenau) - Jelitów (Jelitow, 1939–1945 Hirschweide) - Józefów - Koryta - Korytnica (Korytnica, 1939–1945 Korytnitza) | - Ligota (Ligota, 1939–1945 Unterambach) - Moszczanka (Moszczanka, 1939–1945 Raschwege) - Niemojewiec - Pogrzybów (Pogrzybow, 1939–1945 Pilzdorf) - Przybysławice (Przybyslawice, 1939–1945 Volkingen) - Radłów - Rąbczyn (Rabczyn, 1939–1945 Rombczyn) - Skrzebowa (Skrzebowa, 1939 Skrzebow, 1939–1945 Steinhagen) - Sulisław - Szczurawice (Szczurowice, 1939–1945 Siegersdorf) - Walentynów (Walentynow, 1939–1945 Waltersau) |

## Persönlichkeiten
- Berthold Kempinski (1843–1910), deutscher Weinhändler und Gastronom; geboren in Raschkow
- Walter Gorn (1898–1968), Generalmajor; geboren in Bieganin.